# 注碗
温碗，或称注碗，为中国古代的一种温酒器，亦傳至朝鮮半島、越南等地，与注子配套使用，可在碗中盛以热水，再将装有酒的注子置入以温酒。注碗流行唐宋时，多为瓷质，碗壁直而深，有的通体呈莲花形。注子与注碗多在同一窑内烧成，故注碗的造型，如大小及装饰花纹均依注子的尺寸和形式而定。

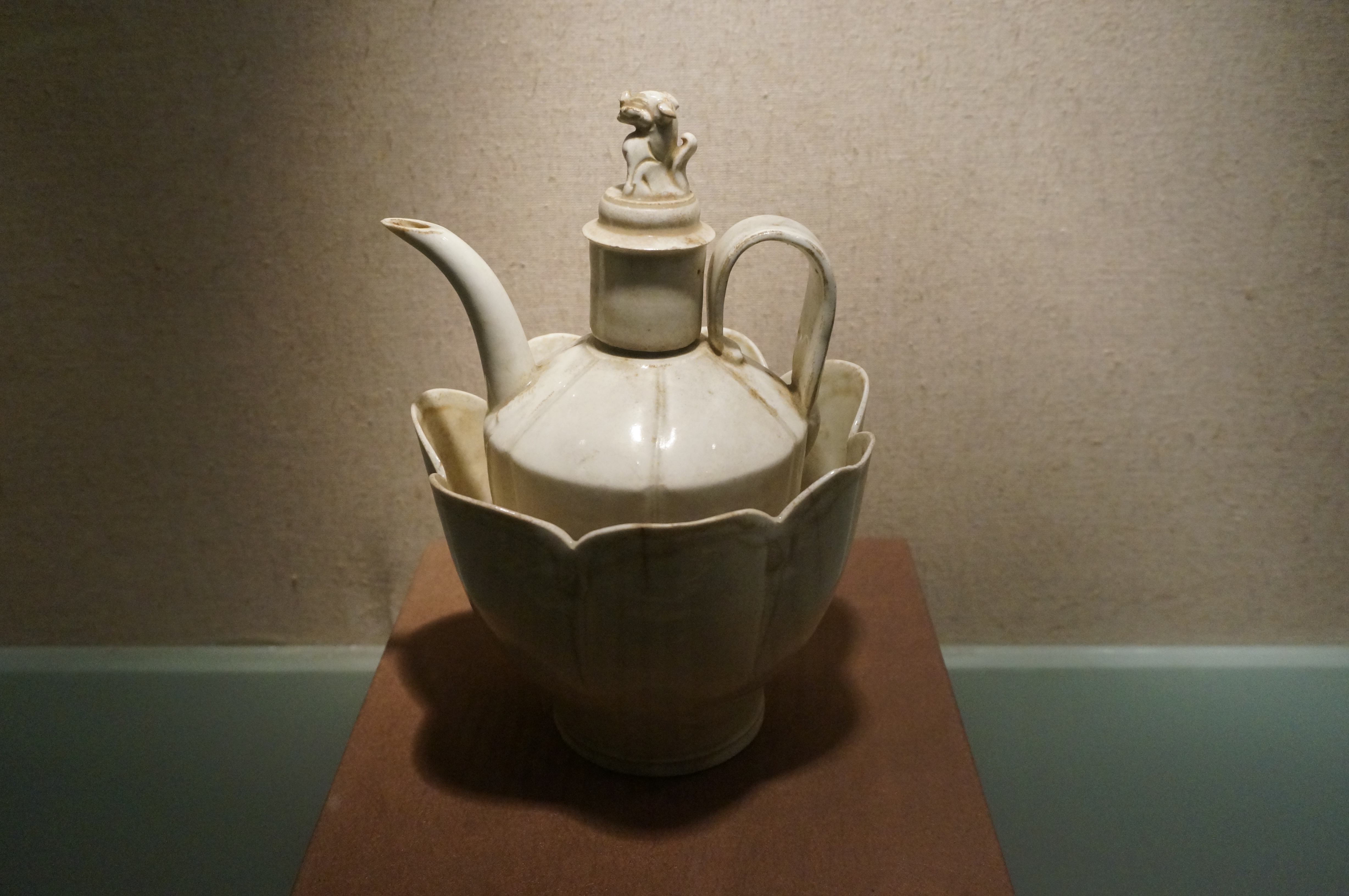
北宋湖田窑注子和注碗，1974年4月海宁市硖石镇东山西麓宋墓出土，海宁博物馆藏（下同）
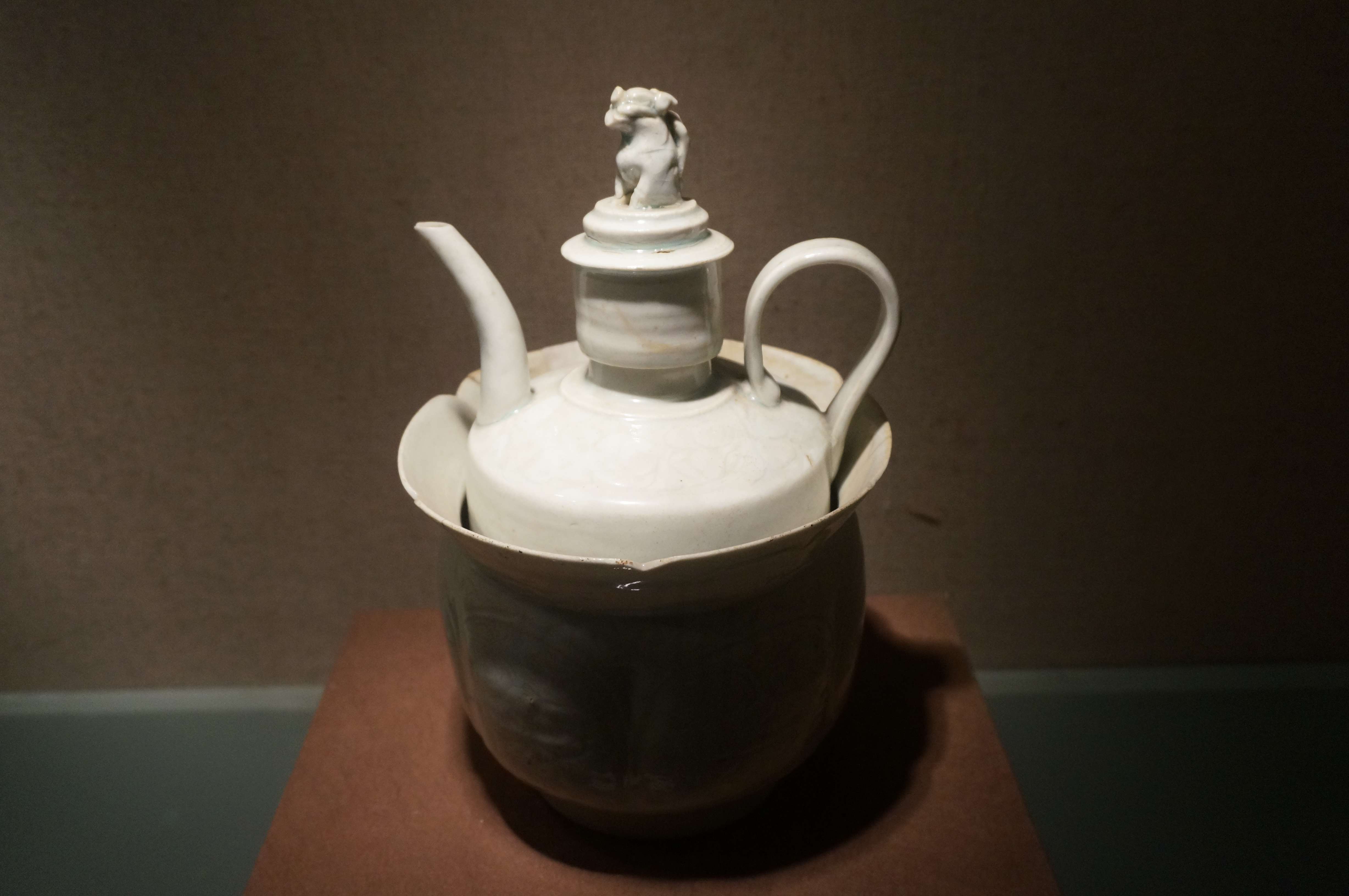
北宋湖田窑注子和刻花注碗
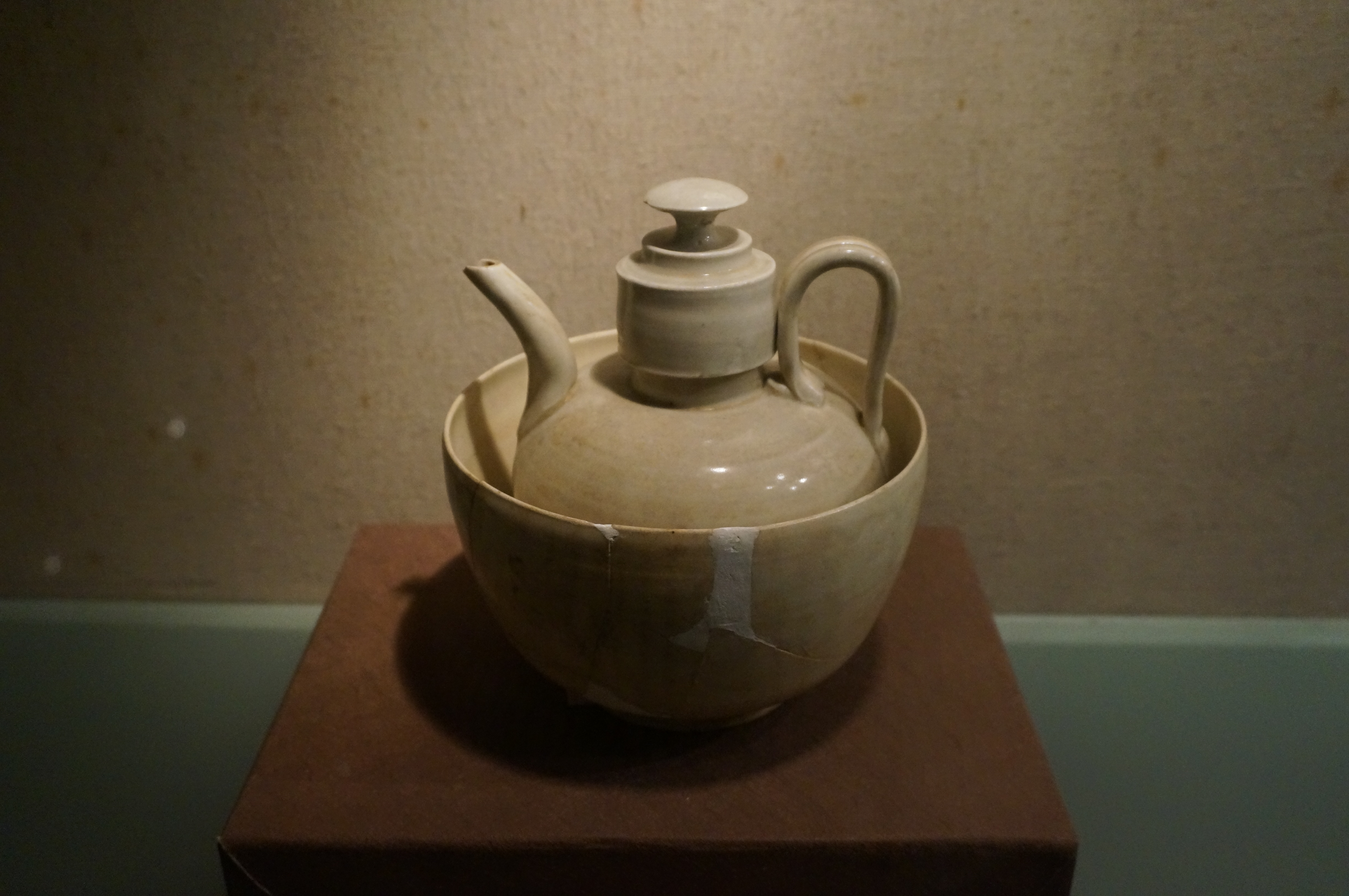
北宋湖田窑注子和注碗
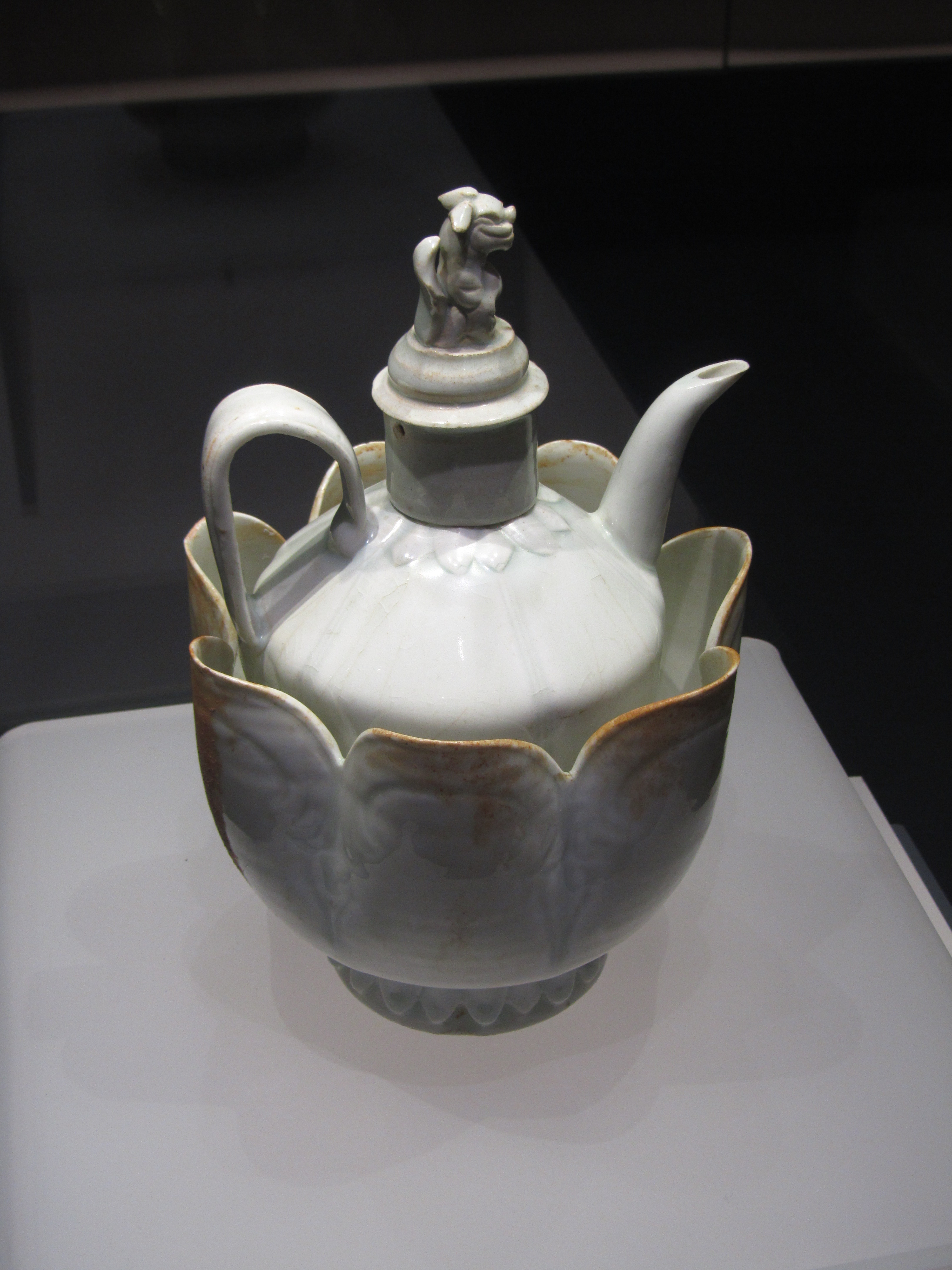
北宋景德镇湖田窑影青釉注子注碗，1964年安徽省宿松县北宋元祐二年（1087）墓出土，安徽博物院藏，注子通高20.2厘米，碗高13.9厘米，国家一级文物，代表了宋代影青瓷烧造的最高水平[2]。
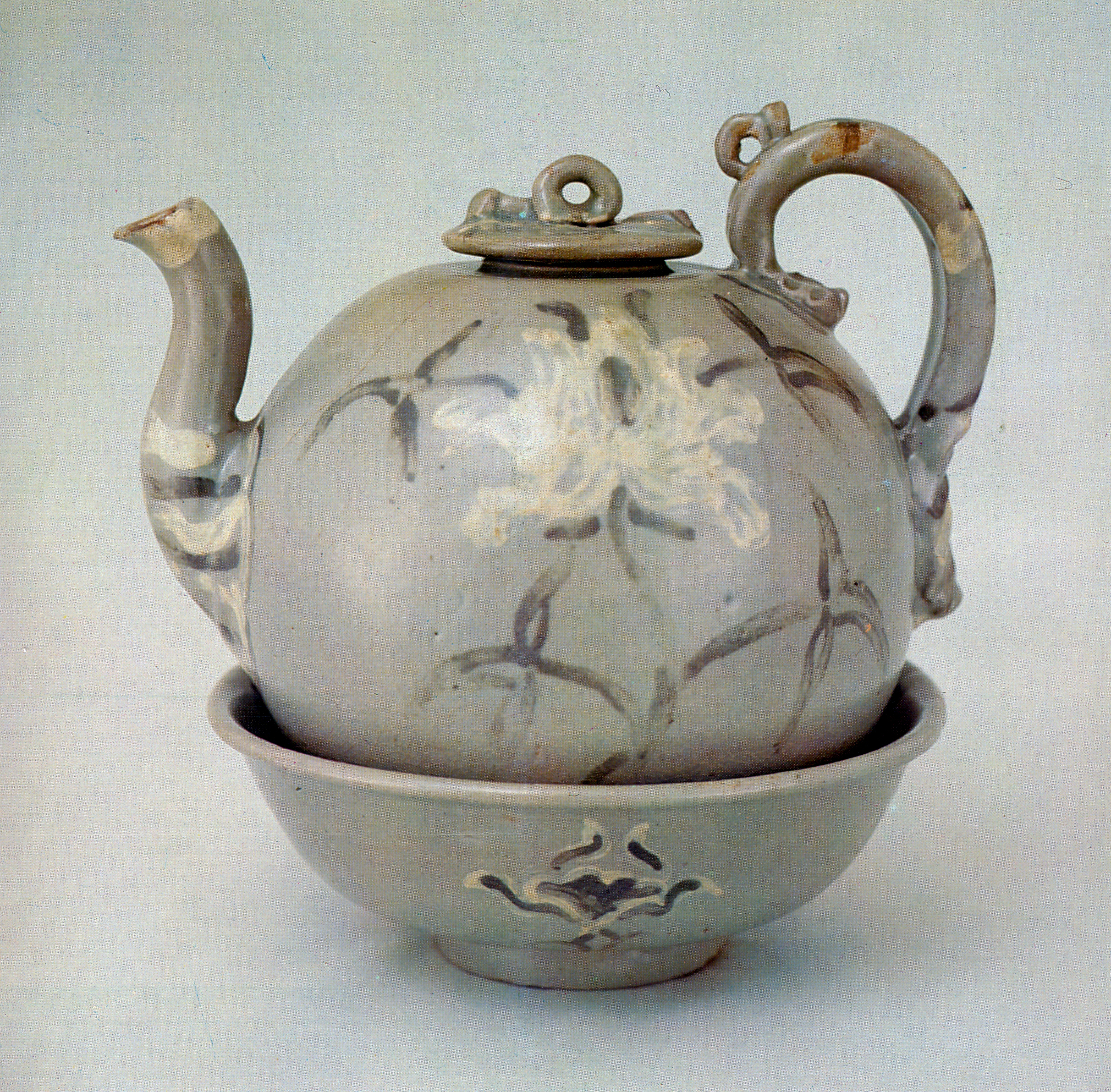
朝鮮高麗時代青瓷堆花花紋注子及注碗（朝鲜语：청자 퇴화화문 주전자 및 승반），韓國首爾三星美術館 Leeum藏
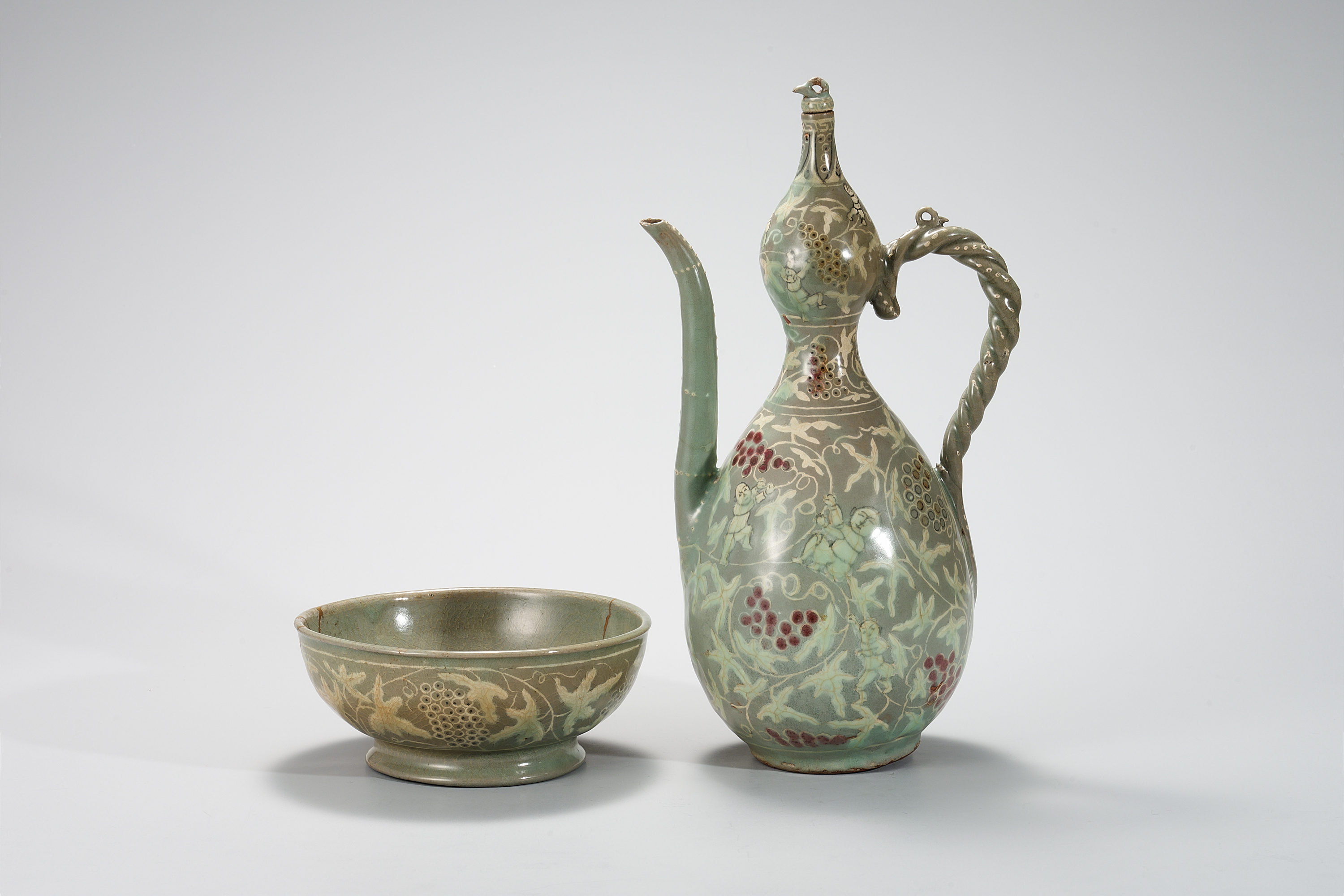
朝鮮高麗時代青瓷葡萄紋注子注碗，韓國國立中央博物館藏